# Залицяння
Залицяння — маючи почуття симпатії або кохання, упадати біля кого-небудь, виявляти знаки уваги, зачіпати розмовою, жартами і таке інше.
У соціології — доінтимна і після інтимна, шлюбна, поведінка людей, період, коли пари знайомляться та обмірковують заручини чи шлюб; у біології — поведінка тварин, період, коли самка чи самець обирає партнера з найкращими генами для спаровування.

## Ролі
Зазвичай, активною стороною при залицянні є самець, а пасивною — самиця. Це пов'язано з тим, що самиця цінна бо відповідальна за розвиток потомства. У традиційних людських суспільствах, зазвичай, активний чоловік; жінка, яка проявляє занадто велику енергію в цьому відношенні або чоловік, який не хоче залицятися, піддаються осуду. У сучасних суспільствах жінка може виступати ініціатором залицяння.
При полігамних відносинах, самець під час залицяння зацікавлений у якнайшвидшому спарюванні, щоб перейти до наступної самиці, в той час як самка намагається збільшити період залицяння, щоб обрати найдостойнішого самця з багатьох варіантів.

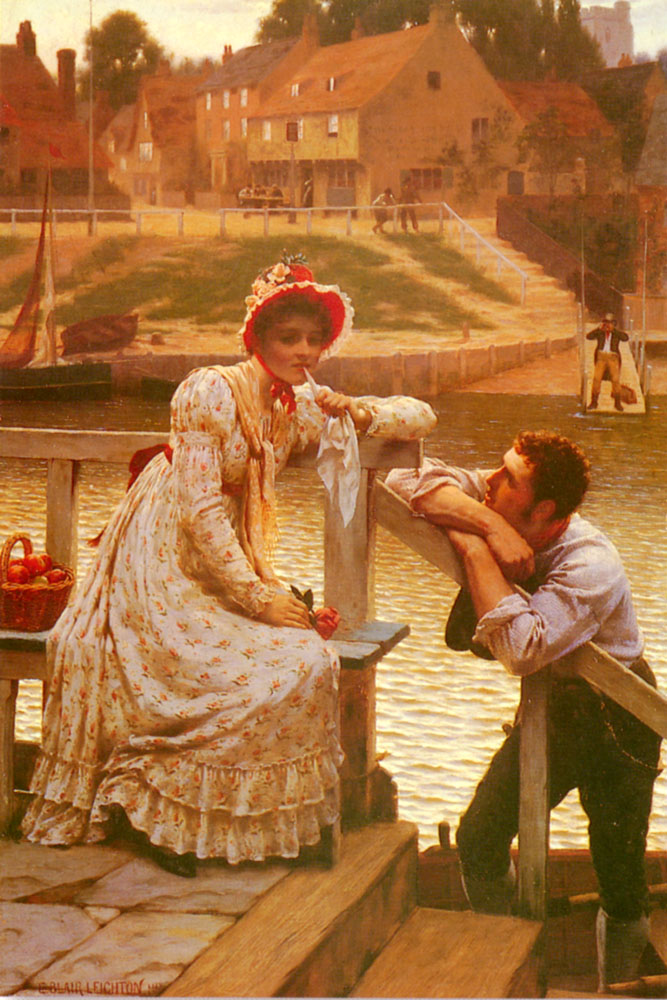

## Функції
Головне завдання залицяння — допомогти самиці обрати найздоровішого та найміцнішого самця її виду. Крім цього, залицяння змушує самку і самця погоджувати свої дії під час спаровування і прискорює гормональний розвиток самки.

## Поведінка під час залицяння

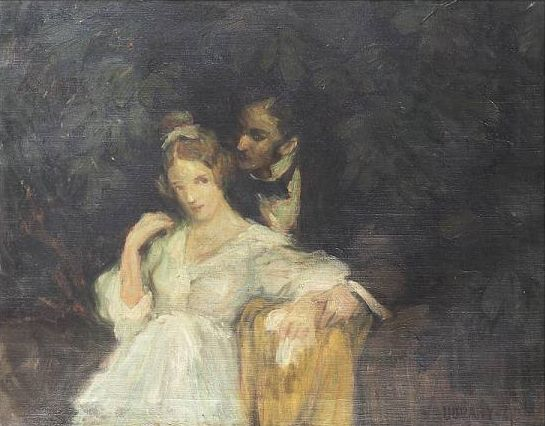
Картина Géza Udvary

- Демонстративна поведінка. Самець підкреслює своє здоров'я, репродуктивні здібності і приналежність до того ж виду, що й самка.
- Причепурювання (наприклад, у людини).
- Спів (наприклад, у комах).
- Танець (наприклад, у людей, комах, риб).
- Підпорядкування (самець висловлює готовність виконувати вимоги самки).
- Годування (самець годує самку).
- Умиротворення (самка демонструє слабкість і беззахисність, щоб уникнути агресії з боку самця).

## Відхилення
Генетичні мутації можуть викликати відхилення при залицянні, що ведуть до унеможливлювання спаровування. Наприклад, у комах порушується структура пісні самця або він адресує її представникам своєї статі.